# Milan Filipčič
Milan Filipčič, slovenski novinar, urednik in prevajalec, * 3. avgust 1920, Maribor, † 10. januar 2003, Maribor.

## Življenje in delo
Pred okupacijo je bil mladinski aktivist, od leta 1942 do konca vojne pa v italijanskih in nemških koncentracijskih taboriščih. Po osvoboditvi je v letih 1945 in 1946 delal v šolstvu ter končal učiteljišče, nato se je zaposlil v novinarstvu in bil med drugim v letih 1953 do 1973 glavni urednik in direktor mariborskega dnevnika Večer. Za novinarsko delo in prispevek k vsebinski zasnovi Večera je prejel Tomšičevo nagrado za življenjsko delo. Je soavtor zbornika Buchenwald (1983), in urednik vodnika po koncentracijskih taboriščih Bili so uporni (COBISS). Prevedel je več knjig, med drugimi tudi Boj za Evropo (COBISS) in Goebbelsov tajni dnevnik (COBISS).